# Vespula germanica
Vespula germanica, com o nome comum de vespa germânica, é uma espécie de vespa da família Vespidae. A espécie é nativa do Hemisfério Norte, estando distribuída na Europa, norte da África e sudoeste da Ásia. Foi introduzida no sul da América do Sul (Argentina e Chile), América do Norte, África do Sul, Austrália e Nova Zelândia.
Mede cerca de 13 milímetros de comprimento e tem cores típicas de vespas, preto e amarelo.
A rainha começa a fazer o ninho na Primavera, a partir de fibras vegetais misturadas com saliva. Normalmente estes são instalados perto ou mesmo no chão' e são ligeiramente grandes e acinzentados.
Os seus ninhos, com cerca de 30x35cm, geralmente estão  no chão ou confinado a pequenos espaços nos edifícios e têm forma cónica e com pequena abertura escondida na parte de baixo.